# Raïon de l'Oural
Le raïon de l'Oural (en russe : Приура́льский райо́н ; en nénètse : Пэ”хэвыхы район, Pəꜧhəvyhy rajon) est une subdivision administrative (raïon) et municipale  (okroug municipal) du district autonome de Iamalo-Nénétsie en Russie. Son centre administratif est le village d'Aksarka (en). La superficie du raïon est de 64 150 km2. Lors du recensement de 2021, la population du raïon s'élevait à 9 860 habitants.
La localité de Kharp, où se trouvent notamment les colonies pénitentiaires no 18 (« Hibou polaire ») (en) et no 3 (« Loup polaire »), était située administrativement dans ce raïon avant son transfert administratif dans l'okroug urbain de Labytnangui en mars 2021,. La colonie pénitentiaire no 3 est connue pour avoir été le lieu d'emprisonnement et de décès de l'opposant politique russe Alexei Navalny du 25 décembre 2023 au 16 février 2024,.

## Composition ethnique
Composition ethnique du raïon (2021) :
- Nénètses – 38,6 %
- Khantys – 27,9 %
- Russes – 19,5 %
- Komis – 8 %
- Tatars – 1,1 %
- Autres – 4,9 %